# Clare Hollingworth
Clare Hollingworth, OBE, (Knighton, Leicester, 10 d'octubre de 1911 – Hong-Kong, 10 de gener de 2017) fou una periodista, corresponsal de guerra i autora anglesa coneguda per haver estat la primera corresponsal de guerra que va informar de l'inici de la Segona Guerra Mundial. Com a enviada de The Daily Telegraph el 1939 i mentre viatjava per la frontera d'Alemanya amb Polònia, va observar els moviments massius de tropes i material militar (notícia publicada l'endemà, el 29 d'agost) i tres dies després va ser la primera en informar de la invasió de Polònia per part d'Alemanya.

## Vida
Clare Hollingworth nasqué en un suburbi de Leicester, però durant la Primera Guerra Mundial la família es traslladà a viure en una granja prop de Shepshed. Clare mostrà interès des de ben aviat per convertir-se en escriptora, tot i l'oposició de la seva mare. Les visites que feu amb el seu pare a llocs històrics relacionats amb fets bèl·lics (com Naseby, Poitiers o Agincourt) li despertaren l'interès per la guerra. En deixar l'escola feu un curs sobre com portar una casa, cosa que li provocà per la resta de la seva vida un odi per les feines de la llar. Evitant un destí com a mestressa de casa, estudià eslavística amb una beca a la School of Slavonic and East European Studies del University College de Londres, estudis que amplià a la Universitat de Zagreb. Va començar a escriure articles com a freelance per al New Statesman. Després de la invasió alemanya dels Sudets (1938), anà a Varsòvia a ajudar els refugiats txecs i aconseguí salvar-ne molts proveint-los de visats britànics (març a juliol de 1939). Aquesta experiència feu que fos contractada com a periodista del Daily Telegraph l'agost de 1939.
El 1936 s'havia casat amb un company de la League of Nations Union (LNU), Vandaleur Robinson, però el matrimoni es dissolgué amb l'anada al continent, tot i que no es divorciarien fins a 1951. Es diu que només acceptà casar-se amb la condició de conservar el seu nom de soltera. El mateix 1951 es casaria amb Geoffrey Hoare, corresponsal del The Times, matrimoni que durà fins a la mort d'aquest el 1965. Clare no tingué fills.

### Durant la Segona Guerra Mundial
Clare Hollingworth havia treballat amb prou feines una setmana per a aquest diari quan, amb un cotxe del consolat a Katowice prestat pel cònsol John Anthony Thwaites, feu un viatge per la frontera. Per casualitat veié grans acumulacions de tropes i material blindat que estaven ocultes amb pantalles d'arpillera. El dimarts 29 d'agost es publicà la seva crònica en la portada del Daily Telegraph amb el títol 1,000 tanks massed on Polish border. Ten divisions reported ready for swift stroke (1.000 tancs acumulats a la frontera amb Polònia. Deu divisions a punt per fer un cop ràpidament). Tres dies després, els alemanys envaïren Polònia; Clare també en fou testimoni des de Katowice; la seva trucada a l'ambaixada britànica a Varsòvia fou rebuda amb escepticisme fins que feu escoltar al seu interlocutor, a través del telèfon posat a la finestra de l'hotel, el soroll que feien els tancs. El seu fou el primer informe en arribar al Foreign Office britànic.
Continuà fent de corresponsal a Polònia i el 1940 es traslladà a Bucarest, fent de corresponsal per al Daily Express, i informà de l'abdicació del rei Carles II i dels disturbis que hi hagué. El 1941 viatjà a Egipte i envià cròniques des de Turquia, Grècia i el Caire. Tot i que les dones no podien ser acreditades com a corresponsals de guerra, volgué estar sempre al front. Això la dugué a esdevenir corresponsal del Chicago Daily News i seguir el general Dwight D. Eisenhower a Alger quan el general Montgomery la volgué fer tornar al Caire després de la conquesta de Trípoli. Després informaria encara des de Palestina, Irak i Pèrsia, on aconseguí entrevistar el Xa Mohammad Reza Pahlavi.

### Després de la Segona Guerra Mundial
Després de la guerra mundial, Hollingworth feu de corresponsal de guerra a Palestina, Algeria, China, Aden i Vietnam. La seva experiència la feu experta en tecnologia militar i, després de seguir curs de pilot, especialment en aviació militar.
Després de la guerra treballà per The Economist i The Observer. El 1946, ella i el seu futur espòs Geoffrey Hoare eren a pocs metres de l'explosió de l'Atemptat de l'Hotel King David a Jerusalem, on moriren 91 persones. Anys més tard es negaria a donar la mà a Menachem Begin, aleshores líder de l'Irgun i futur primer ministre d'Israel, per haver ordenat l'atemptat. Cap a 1950 s'havia instal·lat a París, on treballava pel The Guardian. Va començar a visitar Algèria i contactà amb el Front Nacional d'Alliberament d'Algèria. A principis dels anys 60 va fer de corresponsal a la Guerra d'Algèria.
A principis de 1963, treballant pel Guardian, era a Beirut i començà a investigar Kim Philby, i descobrí que havia marxat a Odessa en un vaixell de càrrega soviètic. L'editor del Guardian, Alastair Hetherington, no volgué publicar la història fins tres mesos més tard (abril 1963), per por d'accions legals i, encara, a les pàgines interiors. L'endemà el Daily Express la publicava a primera pàgina. La defecció de Philby no va ser confirmada oficialment fins més tard.
El 1967 va deixar el Guardian i tornà a treballar pel Telegraph. El seu interès per treballar en zones de guerra la dugué al Vietnam el 1967.Fou de les primeres en predir que la potència estatunidenca no podria vèncer la guerra; les seves cròniques prestaren una atenció especial als civils vietnamites.
El 1973 es convertí en la corresponsal de la Xina per al Telegraph. Conegué Zhou Enlai i Jiang Qing, la dona de Mao Zedong. Fou la darrera persona en entrevistar el Xa de l'Iran.

### Darrers anys de vida
El 1981 es jubilà i s'instal·là a Hong-Kong on continuà essent assídua del Foreign Correspondents' Club (el club on es reuneixen els corresponsals, homes de negocis i diplomàtics) i mantenint un interès constant per les notícies polítiques i viatjant. El 1989 era a la Xina durant les protestes de Tian'anmen, i presencià els fets de la plaça des del balcó de l'hotel. El 1990 es van publicar les seves memòries, amb el títol Front Line. I el 2016 el seu renebot Patrick Garret va publicar una biografia Of Fortunes and War: Clare Hollingworth, First of the Female War Correspondents.

## Reconeixements
La seva trajectòria ha estat reconeguda amb diversos premis. El premi Hannen Swaffer per la Woman Journalist of the Year de 1962. El 1982 fou nomenada oficial de l'Orde de l'Imperi Britànic pels seus serveis al periodisme. Va guanyar el James Cameron Award for Journalism (1994) i el 1999 va rebre un premi per tota la seva trajectòria del programa televisiu What the Papers Say.
En l'article necrològic de la BBC es diu "She was by no means the first female war reporter, but her depth of technical, tactical and strategic insight set her apart" (no fou la primera dona corresponsal de guerra, però la profunditat de la seva anàlisi tècnica, tàctica i estratètgica, la situen en un altre nivell) The New York Times la qualifica de "the undisputed doyenne of war correspondents" (sense discussions, la degana de les corresponsals de guerra).

## Obres de Clare Hollingworth
- The Three Weeks' War in Poland (1940), Duckworth
- There's a German Just Behind Me (1945), Right Book Club
- The Arabs and the West (1952), Methuen
- Mao and the Men Against Him (1984), Jonathan Cape ISBN 9780224017602
- Front Line (1990), Jonathan Cape ISBN 9780224028271 [Memòries; reedició de 2005, revisada per Neri Tenorio]